# Mope
Mope ist ein Filmdrama von Lucas Heyne, das am 27. Januar 2019 im Rahmen des Sundance Film Festivals seine Premiere feierte.

## Handlung
In der milliardenschweren Welt der Pornografie bezieht sich der Begriff Mope auf einen Möchtegern-Darsteller mit niedrigem Niveau, der vielleicht nicht gut genug ausgestattet oder anderweitig nicht attraktiv genug ist, um ein großer Pornostar zu werden. An den Filmsets befinden sich Mopes auf der untersten Stufe und werden nur für teilnehmerreiche Gang-Bang-Szenen gebraucht. Zwei dieser Mopes, Stephen Clancy Hill und Herbert Wong, bekannt durch ihre Porno-Alter-Egos Steve Driver und Tom Dong, sind im wirklichen Leben echte Freunde, doch getrieben von falschen Hoffnungen und einem zunehmenden Realitätsverlust ist diese Freundschaft bald in Gefahr.

## Produktion

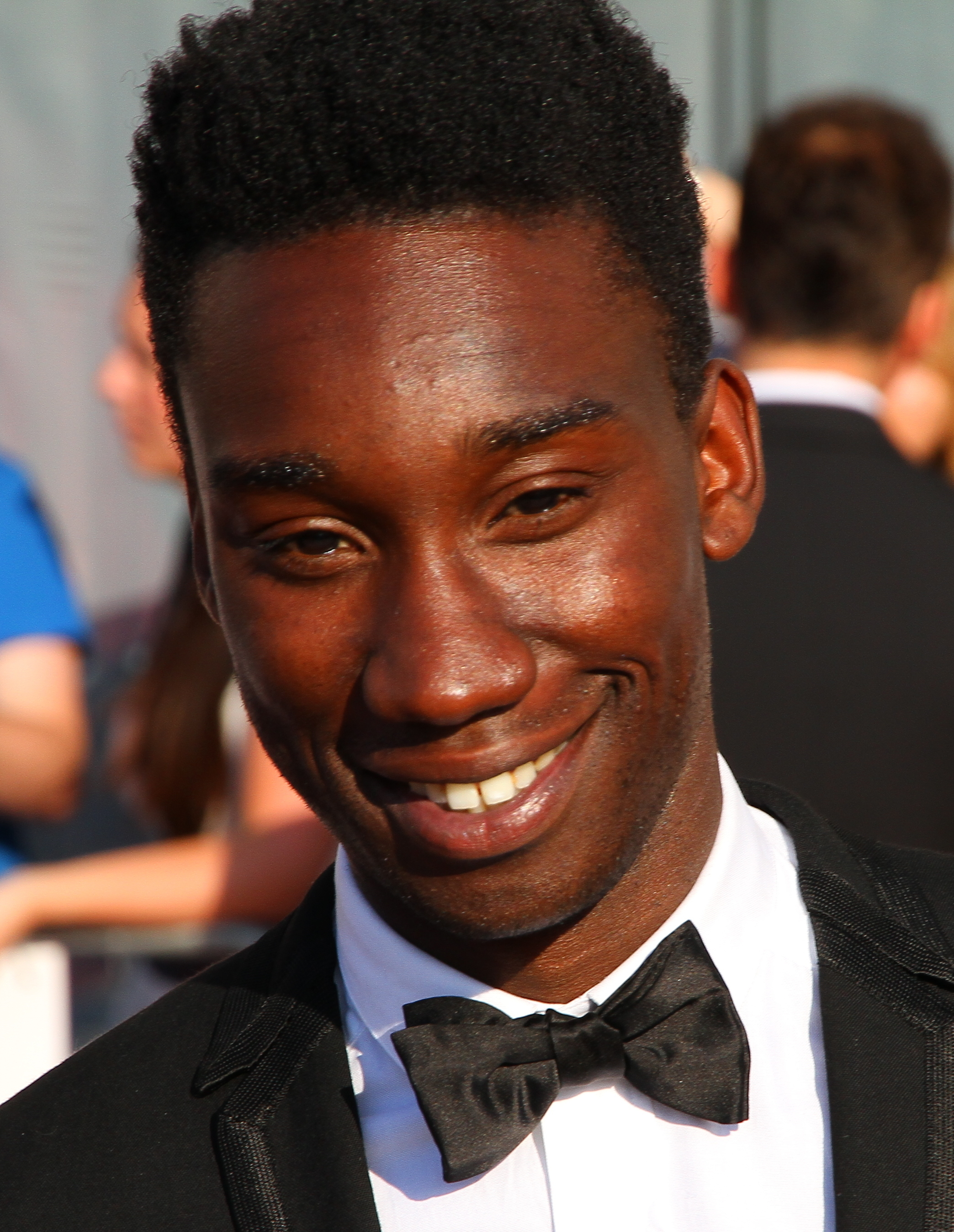
Nathan Stewart-Jarrett spielt im Film den Pornodarsteller Steve Driver

Der Pornodarsteller Tom Dong, geboren als Herbert Wong, wurde im Juni 2010 ermordet und war zu dieser Zeit erst 30 Jahre alt. Stephen Clancy Hill, der unter dem Namen Steve Driver in Pornofilmen auftrat, starb wenige Tage später während der Festnahme durch die Polizei wegen des mutmaßlichen Mordes an seinem Schauspielkollegen sowie wegen des Angriffs auf zwei andere Personen.
Es handelt sich um das Regiedebüt von Lucas Heyne.  Die Filmmusik komponierte Jonathan Snipes. Das Soundtrack-Album soll am 27. März 2020 von Fat Beats Records als Download und in einer limitierten Edition auf Musikkassette veröffentlicht werden.
Der Film wurde im Januar 2019 im Rahmen des Sundance Film Festivals erstmals gezeigt. Im September 2019 befindet er sich beim Fantasy Filmfest im Programm.

## Auszeichnungen
Sitges Film Festival 2019
- Nominierung als Bester Film für den New Visions Award (Lucas Heyne)[6]